# Alperosen (film fra 1911)
Alperosen er en dansk stumfilm fra 1911 produceret af Imperial Film og instrueret af Emil Skjerne.
Filmen er baseret på skillingsvise "Alperosen".

## Handling
Den meget yndede sang er nu dramatiseret og optaget i levende billeder for Cordial" (fra programteksten).

## Medvirkende
- Anna Lise Hermann Nielsen som Alvilda
- H. Bombuk som	Kuno